# 奇科皮 (密蘇里州)
奇科皮（英語：Chicopee）是位於美國密蘇里州卡特縣的非建制地區。

## 歷史
奇科皮的郵局於1892年設立，其後於1900年停運。

## 地理
奇科皮所處的海拔為高於海平面147米（即482英呎），而該地所採用的時區為UTC-6，即北美中部時區（CST）。同時該地設有夏令時間，為UTC-6調快一小時，即UTC-5（CDT）。